# Ambush (2001)
Ambush (englisch für „Hinterhalt“) ist ein Teil der Kurzfilmreihe The Hire von John Frankenheimer, die im Auftrag von BMW im Jahr 2001 als Werbefilm entstand.

## Handlung
Der Fahrer chauffiert einen kubanischen Geschäftsmann in einem BMW 740i durch die Nacht, als ein Van mit bewaffneten Insassen die Herausgabe von Diamanten fordert. Der Fahrer ist zunächst einsichtig, doch überredet der Kubaner ihn zur Flucht, als er sagt, dass er die Diamanten verschluckt hat und er für die Herausgabe sterben müsse. Es kommt zu einer rasanten Verfolgungsjagd, die schließlich auf einer Baustelle endet. Dort explodiert das Auto der Verfolger an einem Baufahrzeug. Der Fahrer kann seinen Kunden am nächsten Tag an seinem Ziel im Diamantenviertel von Los Angeles abliefern und erhält ein großzügiges Honorar. Als er den Kunden fragt, ob er die Diamanten tatsächlich verschluckt habe, lacht der nur vieldeutig und geht.

## Produktion und Veröffentlichung
Das Studio Anonymous Content produzierte den Film 2001 unter der Regie von John Frankenheimer. Das Drehbuch für den Film schrieb Andrew Kevin Walker und die Musik stammt von Michael Wandmacher. BMW Films veröffentlichte den Kurzfilm auf DVD.